# Бахматовецька колонія сірої чаплі
Бахматове́цька коло́нія сі́рої ча́плі — зоологічна пам'ятка природи місцевого значення в Україні. Розташована в межах Хмельницького району Хмельницької області, на схід від села Бахматівці.
Площа 4,7 га. Статус надано згідно з рішенням Хмельницького облвиконкому від 15.10.1986 року № 225. Перебуває у віданні ДП «Хмельницьке лісомисливське господарство» (Червонозірське лісництво, квартал 16).
Статус надано з метою збереження колонії сірої чаплі. Територія заказника охоплює заболочені та прибережні ділянки ставу, що на річці Зінчиця (притока Південного Бугу).